# Splendrillia globosa
Splendrillia globosa is een slakkensoort uit de familie van de Drilliidae. De wetenschappelijke naam van de soort is voor het eerst geldig gepubliceerd in 1995 door Wells.